# Municipio antico di Gouda

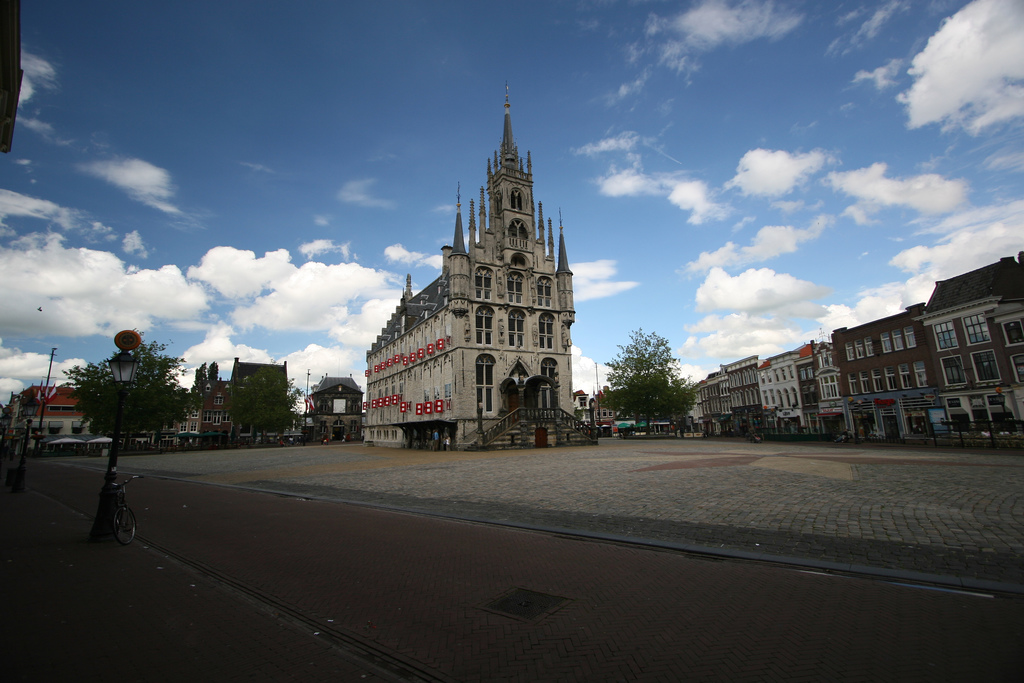
Gouda (Paesi Bassi): il Markt con l'antico municipio

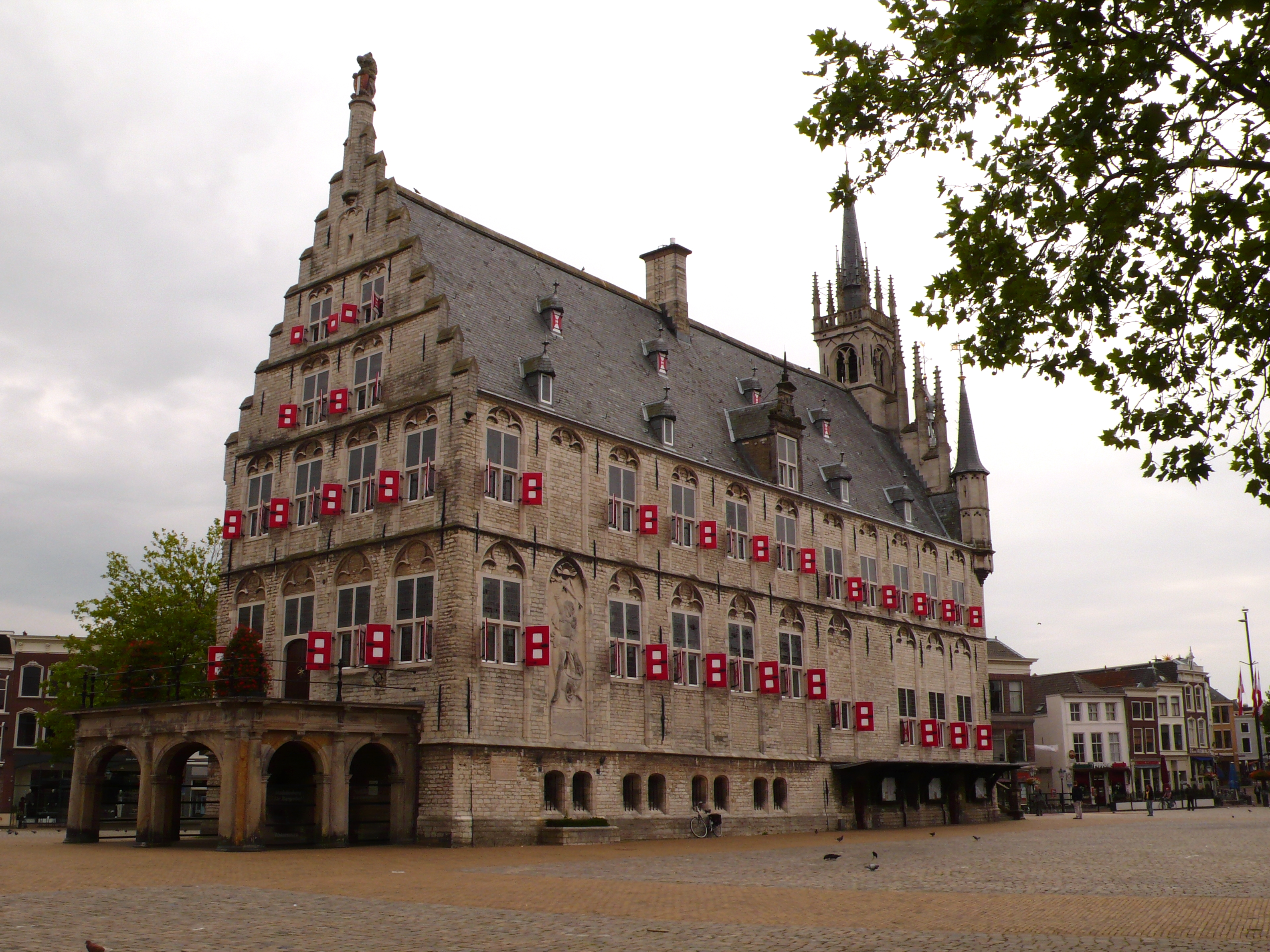
Gouda: l'antico municipio

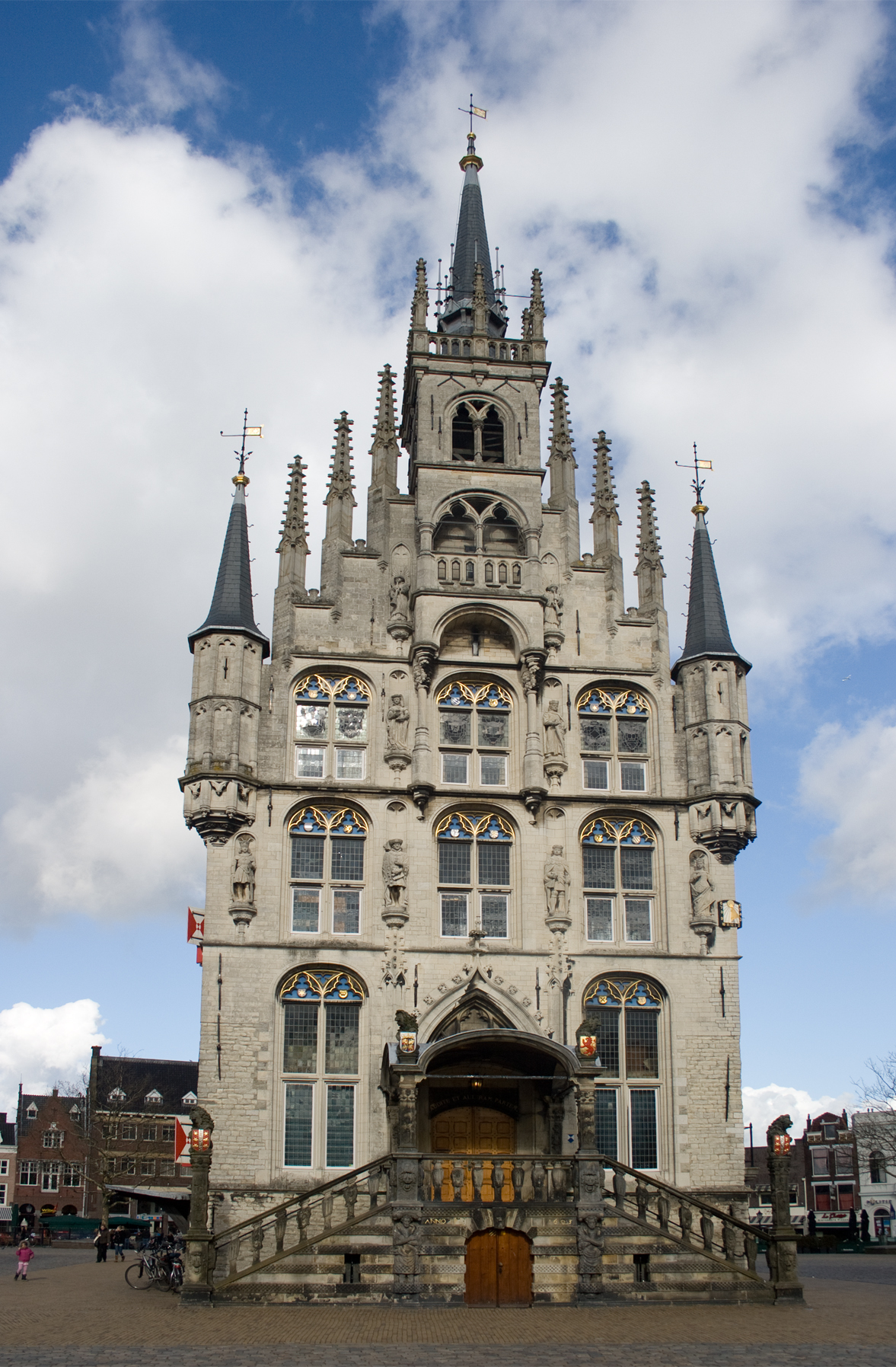
La facciata principale del municipio

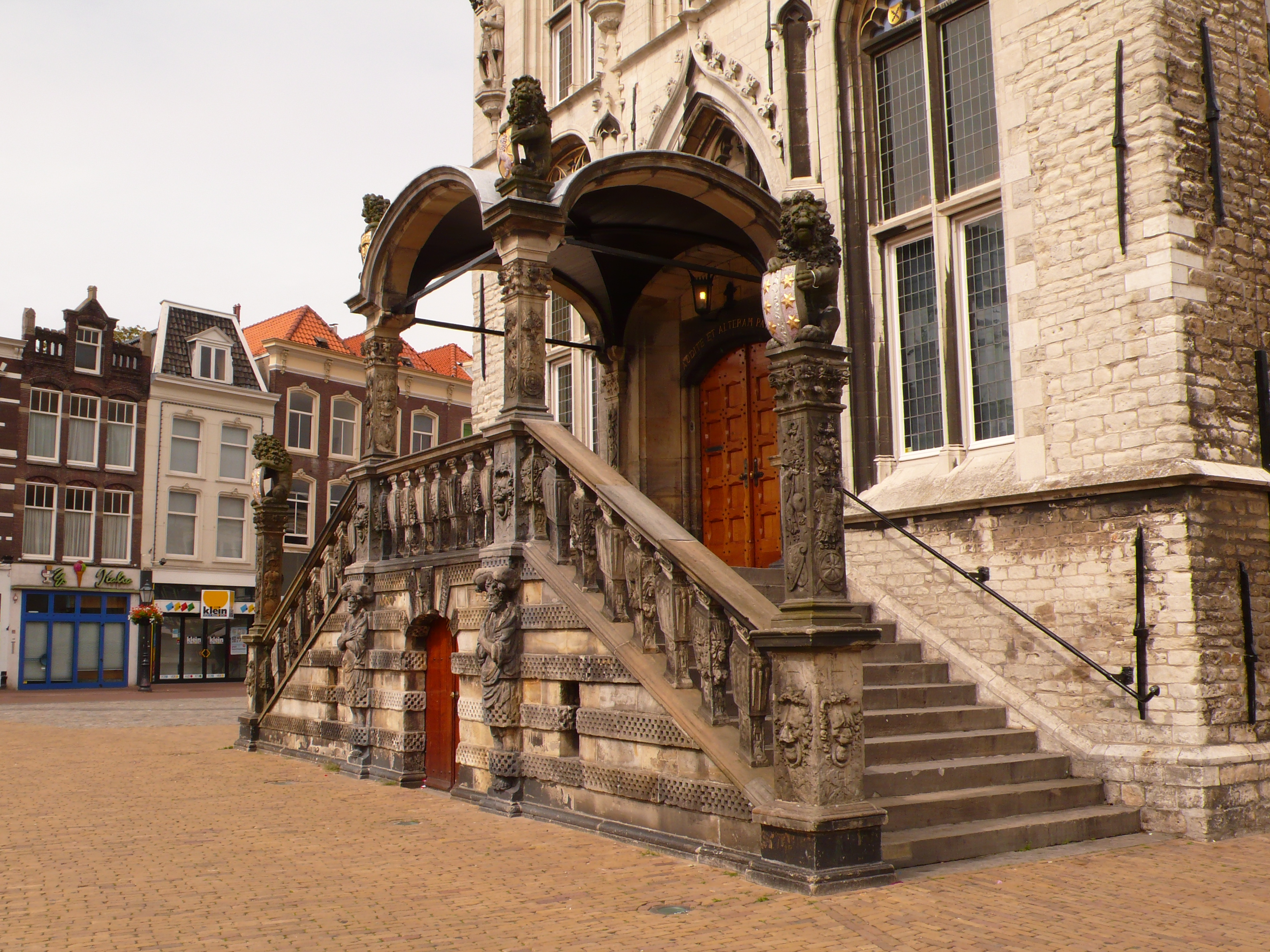
L'entrata principale del municipio

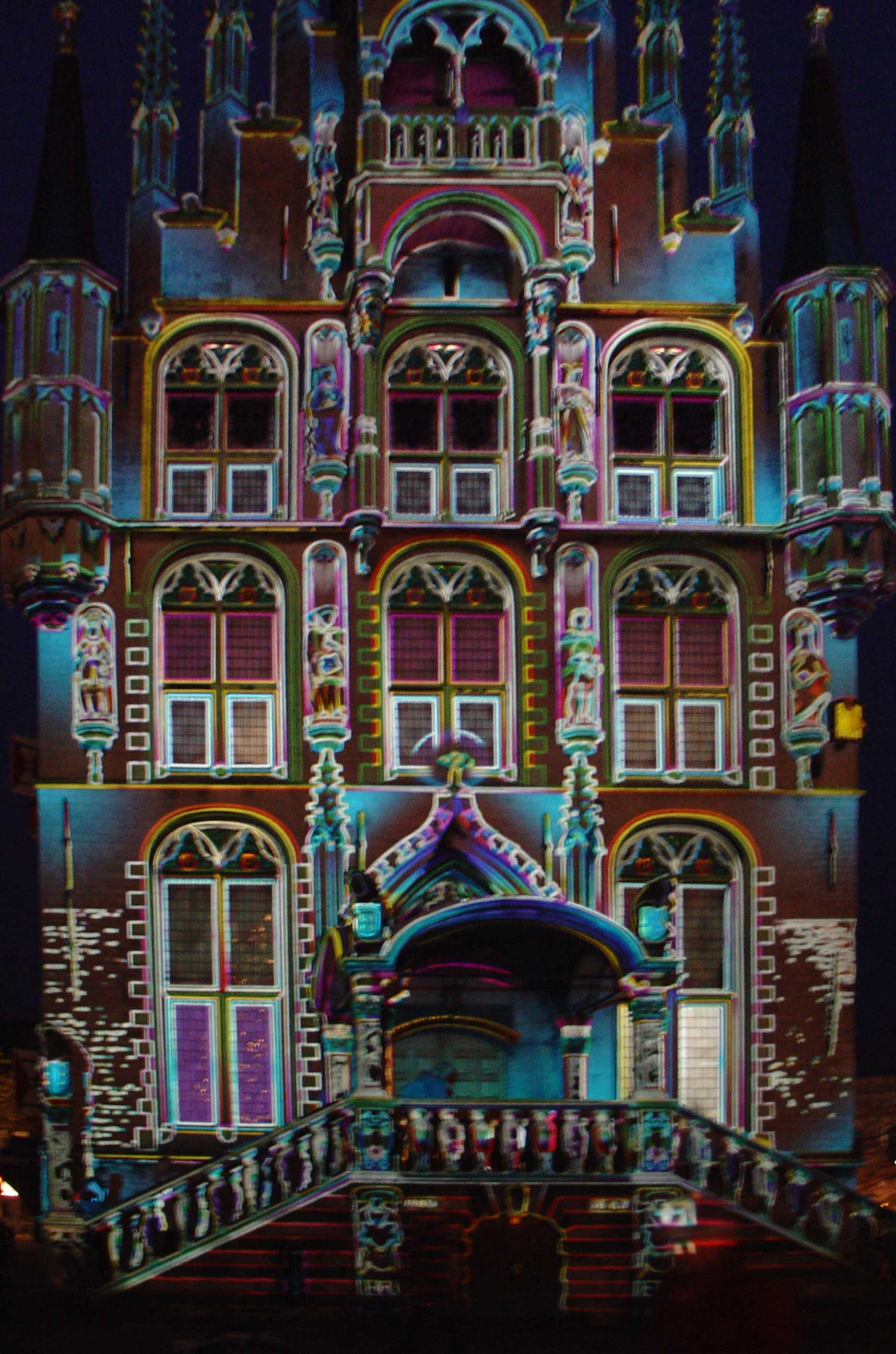
Il municipio illuminato

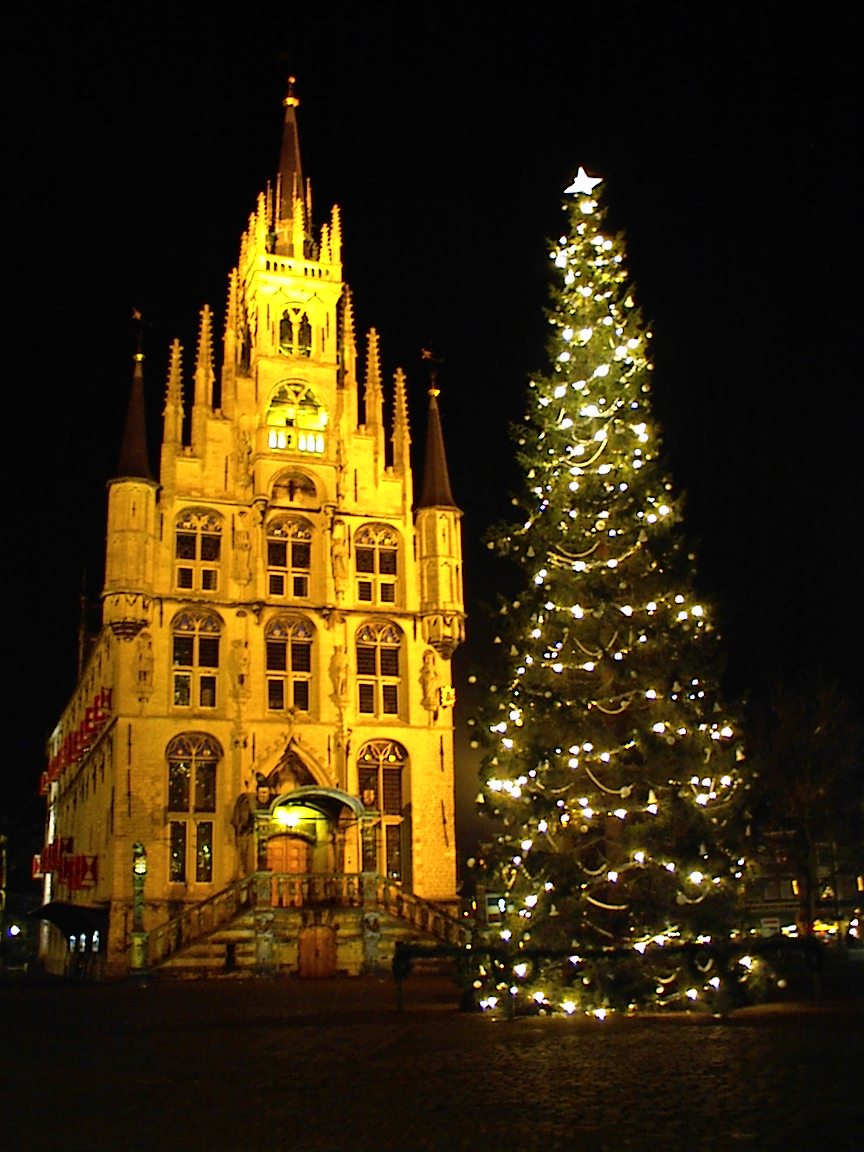
Il municipio nel periodo natalizio

Il municipio (antico) di Gouda (in olandese: (Oude) Stadhuis van Gouda) è uno storico edificio in stile gotico fiammeggiante e rinascimentale, classificato come rijksmonument ("monumento del regno"), del Markt ("Piazza del Mercato") di Gouda, nel sud dei Paesi Bassi: eretto tra il 1448 e il 1459 su progetto di Jan III Keldermans (ma ampliato e "rimodellato" nella forma attuale nel 1517 e tra il 1692 e il 1695), è uno dei più antichi municipi del Paese
È stato sede "ufficiale" del comune fino all'estate del 2012, quando è stato sostituito nelle proprie funzioni da un nuovo municipio,  anche se molte sue funzioni di ente pubblico erano già state dismesse nel corso del XX secolo.
Fino al 1860, era il luogo davanti al quale si eseguivano le condanne a morte.

## Caratteristiche
L'edificio è costruito in arenaria e ha una forma rettangolare.
Una delle sue caratteristiche sono le finestre dalle imposte di colore rosso e bianco.
L'edificio è provvisto di un carillon, situato nella facciata orientale., che suona ogni mezz'ora.

## Storia
La decisione di costruire il municipio fu presa dopo che nel 1438 il precedente municipio era andato quasi completamente distrutto in un incendio.
I lavori di costruzione iniziarono nel 1448 sotto la direzione dall'architetto Jan III Keldermans (della famiglia Keldermans di Mechelen).
Il nuovo municipio fu inaugurato nel 1450,  ma la sua costruzione fu completata solamente nel 1459.
Nel 1517, fu intrapresa un'opera di ampliamento, mentre nel 1603 fu aggiunta la facciata.
Notevoli opere di ampliamento furono intraprese anche tra il 1692 e il 1695, lavori che hanno conferito all'edificio l'aspetto attuale.
|  |  |

Tra il 1947 e il 1952, fu intrapresa un'opera di restauro per prevenire rischi di crollo. Durante questi interventi, furono eliminate alcune delle modifiche operate alla fine del XVII secolo.
Nel 1952 o 1960 furono aggiunte nella facciata principale le statue raffiguranti Floris V, Jacoba van Beieren, ecc.
Sempre negli anni sessanta del XX secolo, fu aggiunto anche il carillon,  che fu donato dal direttore di una ditta di assicurazioni.
Al 1997 risale invece l'ultimo intervento di restauro.
Sempre a partire dal XX secolo, l'edificio fu utilizzato solamente per ricevimenti ufficiali e matrimoni, mentre le altre funzioni furono trasferite in altre sedi..
Con la costruzione di un nuovo municipio, inaugurato nel giugno 2012, gli uffici dell'edificio sono stati messi in affitto dal comune per essere destinati altri usi.

## Punti d'interesse

### Esterni

#### Facciata principale
La facciata principale è realizzata, a differenza del resto dell'edificio, in pietra viva.
Nella facciata principale, si trovano alcune statue che raffigurano, tra gli altri, Floris V d'Olanda, Jacoba van Beieren, Filippo il Buono, Filippo il Bello, Carlo il Cattivo, ecc.

#### Facciata orientale

##### Carillon
Il carillon mette in azione ogni mezz'ora alcuni personaggi che rievocano l'assegnazione a Gouda del titolo di città libera da parte di Floris V d'Olanda nel 1272.
|  |  |

#### Facciata retrostante
Davanti alla facciata retrostante si trova il patibolo in arenaria utilizzato per le esecuzioni fino al 1860.

### Interni

#### Sala dei matrimoni
La "Sala dei matrimoni" (Trouwzaal) è tappezzata di preziosi arazzi Tra questi, degni di nota sono un arazzo realizzato da Jacobus Ruffelaer e un arazzo realizzato nel 1642 da un artista locale, David Ruffelaar, in occasione della visita in città di Enrica Maria di Francia, moglie di re Carlo I d'Inghilterra.